# La muerte y vida de Marsha P. Johnson
 La muerte y vida de Marsha P. Johnson es un documental estadounidense de 2017 dirigido por David France . Es la crónica de Marsha P. Johnson y Sylvia Rivera, figuras prominentes del movimiento de liberación gay y derechos transgénero en la ciudad de Nueva York desde la década de 1960 hasta la de 1990, y cofundadoras de Street Travestite Action Revolutionaries (STAR). La película se centra en la investigación de la activista Victoria Cruz sobre la muerte de Johnson en 1992, que inicialmente fue dictaminada como un suicidio por la policía de Nueva York, a pesar de ciertas circunstancias sospechosas del caso. Es la segunda película de David France, después de How to Survive a Plague  (en español: Cómo sobrevivir a una plaga) de 2012. 

## Lanzamiento
La película se estrenó en la sección de competencia de documentales del Festival de Cine de Tribeca el 21 de abril de 2017. En junio de 2017, Netflix adquirió los derechos mundiales de la película. La película fue lanzada en el servicio de transmisión el 6 de octubre de 2017, incluso en idioma español.

## Recepción
En el sitio web del agregador de críticas cinematográficas Rotten Tomatoes, la película tiene una calificación de aprobación del 96%, basada en 28 reseñas, y una calificación promedio de 7,4 sobre 10. En Rotten Tomatoes se dice "La muerte y la vida de Marsha P. Johnson utiliza una investigación tardía sobre el asesinato de una activista como marco para dar una mirada seria a la batalla actual por la igualdad de derechos" (de las personas trans). En Metacritic, la película tiene un puntaje promedio ponderado de 76 sobre 100, basado en 11 críticos, lo que indica "críticas generalmente favorables".
El 7 de octubre de 2017, la cineasta transgénero Tourmaline escribió en Instagram, alegando que France se habría apropiado de su investigación para una solicitud de subvención de su proyecto cinematográfico (que habría llevado el nombre de Happy Birthday, Marsha!, Un cortometraje). France negó tal acusación, afirmando que ya estaba bien metido en la investigación de su documental, cuando se enteró por primera vez del trabajo de Tourmaline, al tiempo que reconoció que "fue testigo de los obstáculos que [Tourmaline] enfrenta como artista que también es una mujer transgénero de color, obstáculos que han sido mucho menos onerosos "para él. El 11 de octubre, se publicó un relato más detallado de la acusación de Tourmaline en el sitio web de Teen Vogue. Las investigaciones posteriores de Jezebel y The Advocate no encontraron ninguna evidencia que respaldara aquella acusación.